# 1929
Évszázadok: 19. század – 20. század – 21. század
Évtizedek: 1870-es évek – 1880-as évek – 1890-es évek – 1900-as évek – 1910-es évek – 1920-as évek – 1930-as évek – 1940-es évek – 1950-es évek – 1960-as évek – 1970-es évek
Évek: 1924 – 1925 – 1926 – 1927 –  1928 – 1929 – 1930 – 1931 – 1932 – 1933 – 1934

## Események

### Határozott dátumú események
- január 6. – I. Sándor jugoszláv király – a szerb-horvát konfliktusból fakadó kormányozhatatlanságra hivatkozva bevezeti a diktatúrát. Az új kormányfő Petar Živković tábornok. (1918-1929 között 23 alkalommal változott a kormány összetétele.)[1]
- január 7. – Ante Pavelić megalakítja a horvát usztasa mozgalmat. (Harcot hirdet a fennálló állammal szemben, melynek módszere a terror.)[1]
- február 1. – Antonín Švehla csehszlovák miniszterelnök – súlyos betegségére hivatkozva – lemond, az új kormányt az agrárpárti František Udržal vezeti.[2]
- február 11. – Az olasz állam és a pápaság megköti a lateráni egyezményt.[3] (Ezzel megoldódik a „római kérdés”, létrejön a Vatikánvárosi Állam, és rendeződik a pápaság 1870 óta ellentmondásos helyzete Rómában, illetve Olaszországban. Az egyezményhez kapcsolódó konkordátum szerint a katolikus vallás Olaszországban államvallássá lesz.)
- március 4. – Beiktatják hivatalába az Egyesült Államok 31. elnökét, Herbert Hoovert.[4]
- április 14. – Lengyelországban megalakul Kazimierz Switalski kormánya, melyben elsősorban Józef Piłsudski közeli és megbízható hívei a miniszterek. (Piłsudski hívei kilépnek a Lengyel Szocialista Pártból.)[5]
- május 16. – Megrendezik az első Oscar-gálát.
- június 19. – Radola Gajdát, a csehszlovák Fasiszta Nemzeti Közösség vezetőjét két hónapos szabadságvesztésre ítélik hadügyminisztériumi iratok kicsempészésének kísérletéért.[6]
- július 17. – A jugoszláv államvédelmi törvény alapján Ante Pavelić-et távollétében halálra ítélik.[1]
- augusztus 31. – A német háborús jóvátételről tárgyaló hágai konferencia egynegyedére – hozzávetőlegesen egymilliárd dollárra – csökkenti a Csehszlovákiára 1919-ben kirótt ún. „felszabadítási” adót, melyet 37 éven át kellett volna fizetni.[6]
- szeptember 29. – Budapesten megalakul a lengyel–magyar kulturális kapcsolatok terén tevékenykedő Magyar Mickiewicz Társaság.
- október 1. – A Szovjetunióban bevezetik a  forradalmi naptár használatát.
- október 3. – A Szerb–Horvát–Szlovén Királyság neve Jugoszláv Királyságra változik; egyúttal az új közigazgatási rendszer 9 bánságra osztja fel az országot.[7]
- október 5. – Vojtech Tukát, a Szlovák Néppárt egyik vezetőjét, Magyarország javára folytatott államellenes tevékenység vádjával 15 évi szabadságvesztésre ítélik. (Tiltakozásul a Szlovák Néppárt kiválik a kormánykoalícióból.)[6]
- október 17. – Átadják a Tiszaugi hidat.
- október 24. – A „fekete csütörtök”, a New York-i tőzsde összeomlása, a nagy gazdasági világválság kezdete.[8]
- október 26. – A csehszlovák hatóságok házkutatást tartanak a magyar Országos Keresztényszocialista Párt székházában és Szüllő Géza pártelnök, illetve Dobránszky János alelnök lakásán.[6]
- október 27. – A csehszlovák kormánykoalíció felbomlása miatt kiírt parlamenti választásokon 15%-kal ismét az agrárpárt szerzi meg a legtöbb szavazatot. (A magyar pártok, közös listán kilenc mandátumhoz jutnak.)[6]
- november 17. – Szegeden felszentelik a harmadik Szent Rozália-kápolnát.
- november 29. – Richard Evelyn Byrd és társai (Balchen, June, McKinley) elsőként repülnek át a Déli-sark fölött, Floyd Bennett nevű gépükkel.
- december 3. –  Megalakult a Magyar Vitorlás és Yacht Szövetség. (A szövetség első elnöke gróf Széchenyi Emil, alelnök Ugron Gábor és Véghelyi Dezső.)
- december 7. – Új alkotmány Ausztriában.
- december 29. – Lengyelországban Kazimierz Bartel alakít kormányt.[5]

### Határozatlan dátumú események
- az év folyamán –
  - Világkiállítás Barcelonában.[9]
  - A lengyel nemzetgyűlés 6 képviselőklubja (közép- és baloldali ellenzéki pártok) „Centrolew” (Középbal) néven ellenzéki blokkban egyesül, s megdönti a Switalski-kormányt.[5]

## Az év témái

### 1929 az irodalomban
- Osvát Ernő halála után Babits Mihály és Móricz Zsigmond veszi át a Nyugat szerkesztését
- József Attila: Nincsen apám se anyám
- Kosztolányi Dezső: Őszi reggeli - Számadás c. verseskötetben jelenik meg
- Kosztolányi Dezső: Írástudatlanok árulása... – röpirat
- Molnár Ferenc: Egy, kettő, három – vígjáték, színmű
- Lengyel József: Visegrádi utca – regény
- Illés Béla: Ég a Tisza – regény
- Robert Seymour Bridges: A szépség testamentuma (The Testament of Beauty) – vers
- Richard Aldington: Hősi halál (Death of a Hero) – regény
- John Cowper Powys: Wolf Solent (Wolf Solent) – regény
- William Faulkner: Sartoris (Sartoris) – regény
- William Faulkner: A hang és a téboly (The Sound and the Fury) – regény
- Ernest Hemingway: Búcsú a fegyverektől (A Farewell to Arms) – regény
- Sinclair Lewis: Dodsworth (Dodsworth) – regény
- Alfred Döblin: Berlin Alexanderplatz (Berlin Alexanderplatz) – regény, korszakos mű
- Erich Maria Remarque: Nyugaton a helyzet változatlan (Im Westen nichts Neues) – regény
- Franz Werfel: Barbara avagy a jámborság (Barbara oder die Frömmigkeit) – regény
- Axel Munthe: San Michele regénye (Boken om San Michele) – bestseller regény
- Jean Giraudoux: Amphitryon 38 (Amphitryon 38) – vígjáték
- Jean Cocteau: Veszedelmes éden, vagy rettenetes gyerekek (Les Enfants Terribles) – novella
- Antoine de Saint-Exupéry: A déli futárgép (Courrier sud) – regény
- Alberto Moravia: A közönyösök (Gli indifferenti) – regény
- Mateiu Caragiale: Aranyifjak kora (Craii de Curtea-Veche) – regény
- Rafael Alberti: Mész és dal (Cal y canto) – avantgárd verses kötet
- Rafael Alberti: Az angyalokról (Sobre los Ángeles) – verses kötet
- Rómulo Gallegos: Donna Barbara (Doña Bárbara) – regény
- Vlagyimir Majakovszkij: Gőzfürdő (Banja) – színpadi szatíra
- Vlagyimir Majakovszkij: Poloska (Klop) – színpadi szatíra
- Borisz Leonyidovics Paszternak: Védlevél (Ohrannaja gramota) – önéletrajzi esszé
- Władysław Broniewski: Párizsi kommün (Komuna paryska) – vers
- Branislav Nušić: A miniszter felesége (Gospođa ministarka) – vígjáték
- Miroslav Krleža: Glembay Ltd. (Gospoda Glembajevi) – dráma

### 1929 a sportban
- A Hungária (régi nevén MTK) nyeri az NB1-et. Ez a klub 13. bajnoki címe.

### 1929 a zenében
- január 9. – Kacsóh Pongrác Dorottya című dalművének posztumusz bemutatója Szegeden.
- február 22. – Londonban bemutatják Bartók Béla 4. vonósnégyesét.[10]
- Bartók Béla rapszódiáinak bemutatója
- március 29. – Liszt Ferenc Via crucis című, 1879-ben befejezett passióját először az 50. évforduló nagypéntekén mutatták be Magyarországon a fővárosban, Budapesten Harmat Artúr vezényletével.

## Születések
- január 2. – Lux Elvira magyar szexuálpszichológus († 2016)
- január 3. – Sergio Leone olasz filmrendező († 1989)
- január 13. – Nagy Marianna Európa-bajnok magyar műkorcsolyázó († 2011)
- január 15. – Kiss Dezső magyar fizikus, az MTA tagja, a részecske- és magfizikai kutatások kiemelkedő alakja († 2001)
- január 15. – Martin Luther King amerikai baptista lelkész, polgárjogi harcos és politikai aktivista, az afroamerikai polgárjogi mozgalom egyik kiemelkedő vezetője. († 1968)
- január 23. – Polányi János Nobel-díjas magyar kémikus
- január 24. – Dési Ábel magyar költő, prózaíró, kritikus, publicista († 2008)
- január 27. – Garai Gábor magyar költő, író, műfordító († 1987)
- január 27. – Gurics György világbajnok magyar birkózó, edző († 2013)
- február 2. – Věra Chytilová cseh filmrendező († 2014)
- február 3. – Zilai János magyar szőlész, egyetemi tanár († 2009)
- február 12. – Gombos Katalin magyar színésznő, érdemes művész, Sinkovits Imre felesége († 2012)
- február 19. – Litván György magyar történész († 2006)
- február 23. – Herbert Mies német, kommunista politikus († 2017)
- február 23. – Vujicsics Tihamér zeneszerző, népzenei gyűjtő († 1975)
- február 27. – Fodor András magyar költő, esszéíró († 1997)
- március 7. – Székely János magyar író, költő († 1992)
- március 27. – Heil József magyar festőművész († 2022)
- március 28. – Psota Irén kétszeres Kossuth-díjas magyar színművész, a nemzet színésze († 2016)
- március 28. – Lemhényiné Tass Olga olimpiai bajnok magyar tornász († 2020)
- április 1. – Milan Kundera cseh–francia író, drámaíró, költő, esszéista († 2023)
- április 8. – Jacques Brel énekes, színész († 1978)
- április 10. – Max von Sydow svéd színész († 2020)
- április 17. – Urbán Aladár történész, az MTA doktora, az ELTE professor emeritusa († 2019)
- április 22. – Michael Francis Atiyah brit matematikus († 2019)
- április 24. – Kokas Klára zenepedagógus, zenepszichológus († 2010)
- április 26. – Lámfalussy Sándor magyar közgazdász († 2015)
- április 27. – Nyina Ponomarjova Európa-bajnok és kétszeres olimpiai bajnok szovjet-orosz diszkoszvető († 2016)
- május 4. – Audrey Hepburn Oscar-díjas holland-angol színésznő († 1993)
- május 6. – Paul Lauterbur amerikai kémikus († 2007)
- május 10. – Kányádi Sándor Kossuth-díjas romániai magyar költő, a nemzet művésze († 2018)
- május 12. – Heller Ágnes Széchenyi-díjas filozófus, esztéta, egyetemi tanár († 2019)
- május 30. – Doina Cornea román költőnő, ellenzéki személyiség († 2018)
- június 10. – James McDivitt amerikai űrhajós († 2022)
- június 12. – Anne Frank zsidó származású német lány, akit „Anne Frank naplója” címmel kiadott, a második világháború idején írt naplójegyzetei tettek világhírűvé. († 1945)
- június 13. – Víctor Israel spanyol (katalán) színész († 2009)
- július 2. – Lányi Zsolt magyar kisgazda politikus († 2017)
- július 5. – Zám Tibor író, tanár, szociográfus († 1984)
- július 6. – Gordon Zsuzsa kétszeres Jászai Mari-díjas magyar színésznő († 2015)
- július 25. – Vaszilij Makarovics Suksin orosz író, színész, filmrendező († 1974)
- július 28. – Jacqueline Kennedy Onassis amerikai first lady (1961-1963) († 1994)
- augusztus 1. – Hafizullah Amin afgán elnök († 1979)
- augusztus 4. vagy 24. – Jasszer Arafat palesztin vezető († 2004)
- augusztus 5. – Boros Ottó kétszeres olimpiai bajnok magyar vízilabdázó († 1988)
- augusztus 10. – Tamara Buciuceanu román színésznő, a „román vígjáték nagyasszonya” († 2019)
- augusztus 17. – Francis Gary Powers, az amerikai légierő tisztje († 1977)
- augusztus 18. – Horváth Teri Kossuth-díjas magyar színésznő († 2009)
- augusztus 23. – Czibor Zoltán labdarúgó, az Aranycsapat tagja († 1997)
- augusztus 24. – Moldován Stefánia Liszt Ferenc-díjas magyar opera-énekesnő († 2012)
- augusztus 26. – Sz. Jónás Ilona magyar történész, középkor-kutató († 2017)
- szeptember 3. – Irene Papas, görög színésznő, énekesnő († 2022)
- szeptember 5. – Gyarmati István magyar fizikus, fizikokémikus, az MTA tagja († 2002)
- szeptember 9. – Simonek Lídia világbajnoki ezüstérmes kézilabdázó († 2013)
- szeptember 14. – Hans Clarin német színész († 2005)
- szeptember 15. – Murray Gell-Mann Nobel-díjas amerikai fizikus († 2019)
- szeptember 20. – Bitskey Tibor Kossuth-díjas magyar színész, a nemzet színésze († 2015)
- szeptember 20. – Anne Meara amerikai színésznő, humorista († 2015)
- szeptember 21. – Kocsis Sándor labdarúgó, az Aranycsapat csatára († 1979)
- szeptember 22. – Váradi Hédi Kossuth-díjas magyar színésznő († 1987)
- október 19. – Burger Kálmán kémikus, az MTA tagja († 2000)
- október 19. – Mihail Petrovics Szimonov szovjet/orosz mérnök, repülőgéptervező († 2011)
- október 31. – Bud Spencer (Carlo Pedersoli) olasz filmrendező, színész († 2016)
- november 5. – Kékesi László Ybl-díjas építész († 1988)
- november 9. – Kertész Imre Nobel-díjas író († 2016)
- november 12. – Grace Kelly Oscar-díjas amerikai színésznő, Monaco nagyhercegnője († 1982)
- november 12. – Michael Ende német író († 1995)
- november 14. – Beck Mihály magyar kémikus († 2017)
- november 20. – Gérecz Attila magyar költő, öttusázó, az 1956-os forradalom hősi halottja († 1956)
- november 22. – Görgey Gábor József Attila-díjas magyar író, költő, műfordító, politikus († 2022)
- november 23. – Kapitány István magyar repülőgép vezető, Malév-főpilóta († 1962)
- november 25. – Gross Arnold Kossuth-díjas magyar grafikus, festő, a nemzet művésze († 2015)
- december 9. – Bob Hawke ausztrál kormányfő († 2019)
- december 9. – John Cassavetes görög–amerikai színész, forgatókönyvíró és rendező († 1989)
- december 12. – Seregi László Kossuth-díjas magyar táncos, koreográfus († 2012)
- december 13. – Christopher Plummer Oscar-díjas kanadai színész († 2021)
- december 19. – Aszódi Pál magyar jogász, politikus († 2009)
- december 28. – Bori Imre magyar író, irodalomtörténész, kritikus († 2004)

## Halálozások
- január 25. – gróf Almásy Imre főispán, a felsőház tagja (* 1868)
- február 8. – Rákosi Jenő író, újságíró (* 1842)
- március 20. – Ferdinand Foch francia marsall (* 1851)
- március 21. – Batthyány Ilona grófnő († 1842)
- március 25. – Festetics Andor, a Nemzeti Színház igazgatója (* 1857)
- április 4. – Karl Benz német mérnök, a modern gépkocsitechnika egyik úttörője (* 1844)
- április 20. – Henrik porosz királyi herceg porosz királyi és német császári herceg, a Német Császári Haditengerészet tengernagya (* 1862)
- május 2. – Vargha Gyula költő, statisztikus, az MTA tagja (* 1853)
- június 11. – ifj. Andrássy Gyula politikus, volt külügyminiszter (* 1860)
- június 16. – Oldfield Thomas angol zoológus (* 1858)
- június 20. – Olgyai Viktor festőművész, grafikus (* 1870)
- június 21. – Tersztyánszky Ödön kétszeres olimpiai bajnok vívó, honvéd ezredes, Tersztyánszky Ödön jogász, alkotmánybíró apja (* 1890)
- augusztus 17. – Benedek Elek író, meseíró (* 1859)
- augusztus 22. – Otto Liman von Sanders német tábornok, az első világháború alatt az Oszmán Birodalom katonai tanácsadója és az oszmán hadsereg parancsnoka (* 1855)
- szeptember 23. – Zsigmondy Richárd magyar származású osztrák-német vegyész, Nobel-díjas kémikus, a kolloidkémia kiemelkedő alakja (* 1865)
- október 23. – Heim Pál gyermekgyógyász, egyetemi tanár (* 1875)
- október 24. – Tost Gyula vallás-és közoktatásügyi miniszter (* 1846)
- október 28. – Osvát Ernő szerkesztő, író (* 1877)
- október 28. – Iszer Károly magyar labdarúgás egyik megalapítója (* 1860)
- november 10. – Lichteneckert István olimpiai bronzérmes tőrvívó (* 1892)
- november 18. – Kunfi Zsigmond (er. Kohn), magyartanár, szociáldemokrata politikus, miniszter, népbiztos (* 1879)
- december 2. – Bátor Szidor zenetanár, zeneszerző (* 1860)
- december 10. – Franz Rosenzweig német filozófus, történész (* 1886)
- december 23. – Tóth János magyar államtitkár, belügyminiszter, felsőházi tag, országgyűlési képviselő (* 1864)

## Nobel-díjasok
- A Nobel-díjat a svéd Alfred Nobel alapította, 1901 óta adják át, melyet a Svéd Királyi Tudományos Akadémia ítél oda a tudomány, az irodalom és humanitárius területen kimagasló eredményt elért magánszemélyeknek, illetve intézményeknek.

| Fizikai            | Louis de Broglie                                  |
| Kémiai             | Arthur Harden, Hans von Euler-Chelpin             |
| Orvosi-fiziológiai | Christiaan Eijkman, Sir Frederick Gowland Hopkins |
| Irodalmi           | Thomas Mann                                       |
| Béke               | Frank B. Kellogg                                  |